# Propylhexédrine
Wikipédia ne donne pas d'avis médical : seul un professionnel (médecin, pharmacien, etc.) est habilité à le faire.
La propylhexédrine est un principe actif de type agoniste des récepteurs α-adrénergiques utilisé comme décongestionnant nasal et vendue, entre autres, sous la marque Benzedrex.

## Usage médical
La propylhéxédrine est un médicament utilisé pour traiter le nez bouché. Il est utilisé dans le nez. Les effets commencent dans les cinq minutes et peuvent durer jusqu'à deux heures. L'utilisation n'est pas recommandée au-delà de trois jours.

## Effets secondaires
Les effets secondaires courants comprennent des brûlures et des écoulements nasaux; d'autres préoccupations incluent les maux de tête, l'hypertension artérielle et la psychose. La sécurité pendant la grossesse n'est pas claire. Son action est similaire aux amphétamines en provoquant la constriction des petites artères.

## Histoire
La propylhexédrine est entrée en usage commercial en 1949. Le médicament est disponible en vente libre. Aux États-Unis, un appareil de livraison coûte environ 13 dollars américain en 2021. Ce n'est pas une substance contrôlée aux États-Unis. Il est également détourné de son usage, utilisé pour perdre du poids, mais aussi à mauvais escient comme drogue,,.